# Йованович, Лан
Лан Йованович (словен. Lan Jovanovič; род. 14 марта 2006) — словенский футболист, вратарь клуба «Алюминий». На правах аренды выступает за молодёжную команду «Ромы».

## Карьера
На молодёжном уровне выступал за «Рудар» (Веленье) и «Алюминий». В январе 2024 года перешёл в основную команду последних. Дебютировал за клуб в чемпионате Словении 11 февраля в матче с «Марибор», пропустил 7 мячей. В августе отправился в аренду в итальянскую «Рому», где играл за команду до 20 лет.

## Карьера в сборной
Выступал за национальные команды Словении до 18 и 19 лет.